# Lesotho i olympiska sommarspelen 1984
Lesotho deltog i de olympiska sommarspelen 1984, men ingen av landets deltagare erövrade någon medalj.

## Boxning
Weltervikt
- Lefa Tsapi
  - Första omgången — Bye
  - Andra omgången — Förlorade mot Kitenge Kitangawa (ZAI), RSC-1

## Friidrott
Herrarnas 10 000 meter
- France Ntaole
  - Kvalheat — 30:18,71 (→ gick inte vidare)

Herrarnas maraton
- Frans Ntaole — 2:21:09 (→ 40:e plats)
- Vincent Rakabaele — 2:32:15 (→ 61:a plats)